# Родимов, Пётр Васильевич
Родимов Пётр Васильевич (16.10.1902, Санкт-Петербург - 25.01.1996, Санкт-Петербург) – советский военачальник и учёный, генерал-полковник инженерно-технической службы (1958), профессор (1963), доктор технических наук.

## Биография
Из семьи рабочего, выходца из Тульской губернии. Из-за ранней смерти отца рано прекратил учёбу (окончил семилетнюю школу только в 1920 году), работал сортировщиком почты на вокзале, счетоводом на продовольственном складе, санитаром в госпитале.
В Красной Армии с 14 ноября 1923 года. Служил в Первой отдельной истребительной авиационной эскадрильи в Ленинграде: хозяин самолета, с июля 1924 года — младший моторист, с ноября 1924 года — младший механик. В 1927 году окончил курсы переподготовки младших механиков при Военно-технической школе ВВС. С января 1927 года — младший механик, с октября 1927 года — старший авиатехник авиационной бригады тяжелых бомбардировщиков Ленинградского военного округа. С 1928 году учился в академии.
В 1932 году окончил Военно-воздушную академию имени Н. Е. Жуковского. С января 1932 года — адъюнкт в этой академии. С июня 1933 года — старший инспектор по эксплуатации в ВВС Ленинградского военного округа. С января 1934 года — начальник 2-го сектора 1-го отдела, а с января 1935 года — заместитель начальника 10-го отдела в Управлении материально-технического снабжения ВВС РККА. С января 1936 года — старший военпред на авиационном заводе № 18 (Воронеж), а с мая 1937 — военпред на авиационном заводе № 34 (Москва). С мая 1937 года — начальник отделения лёгких и специальных самолетов в Научно-исследовательском управлении морской авиации. С мая 1939 года — старший военпред 1-го Управления вооружения и снабжения ВВС РККА, с апреля 1940 года — инженер по самолетам ВВС РККА. С мая 1940 года — ведущий инженер НИИ Главного управления авиационным снабжением РККА. С сентября 1940 года — член Научно-технического комитета ВВС РККА по самолетам.
Участник Великой Отечественной войны с августа 1941 года: главный инженер по эксплуатации Управления ВВС Южного фронта. С мая 1942 года — начальник отдела, начальник службы эксплуатации и главный инженер 4-й воздушной армии. Участник Воронежско-Ворошиловградской оборонительной операции, Северо-Кавказской оборонительной операции, Северо-Кавказской наступательной операции. С февраля 1943 года — заместитель главного инженера ВВС РККА по ремонту.
С мая 1945 года — заместитель начальника управления в Главном управлении вооружений ВВС РККА. С сентября 1946 года — главный инженер — заместитель командующего по инженерно-авиационной службе 16-й воздушной армии в Группе советских оккупационных войск в Германии.
С января 1947 года — начальник Ленинградской военно-воздушной инженерной академии (с 1955 года — Ленинградская Краснознамённая военно-воздушная инженерная академия, с июля 1963 года — Ленинградская военная инженерная академия имени А. Ф. Можайского). Возглавлял академию свыше 22 лет. Внёс большой вклад в перестройку учебного процесса на подготовку инженерных кадров сначала для реактивной авиации, а затем для ракетных и космических частей. Принимал активное участие в развитии ракетно-космических исследований и организации учебного процесса в академии по ракетно-космическим специальностям.
С 17 сентября 1969 года — в отставке. Однако ещё свыше 20 лет продолжал работу в академии, будучи её профессором.
Член КПСС с 1928 года.
Жил в Ленинграде (с 1991 — Санкт-Петербург). Похоронен на Богословском кладбище.
На здании Военно-космической академии в Санкт-Петербурге открыта мемориальная доска в честь П. В. Родимова (16.10.2002).

Могила П. В. Родимова на Богословском кладбище Санкт-Петербурга.

## Награды
- три ордена Ленина (20.06.1949, 1961, 1969),
- четыре ордена Красного Знамени (22.02.1943, 15.02.1944, 23.09.1944, 1953),
- орден Кутузова 2-й степени (18.08.1945),
- два ордена Отечественной войны 1-й степени (28.02.1944, 11.03.1985),
- два ордена Красной Звезды (27.05.1939, 1982)
- медали

## Воинские звания
- военинженер 2-го ранга;
- военинженер 1-го ранга (в период 1939-1940);
- генерал-майор инженерно-авиационной службы (17.10.1942);
- генерал-лейтенант инженерно-авиационной службы (19.08.1944);
- генерал-лейтенант инженерно-технической службы (20.06.1951);
- генерал-полковник инженерно-технической службы (18.02.1958);
- генерал-полковник-инженер (18.11.1971);
- генерал-полковник авиации (26.04.1984).